# Fern Park
Fern Park ist ein census-designated place (CDP) im Seminole County im US-Bundesstaat Florida. Das U.S. Census Bureau hat bei der Volkszählung 2020 eine Einwohnerzahl von 8.205 ermittelt.

## Geographie
Fern Park grenzt direkt an die Städte Altamonte Springs (Westen), Casselberry (Osten) und Maitland (Süden, Orange County). Der CDP liegt rund 15 km südlich von Sanford sowie etwa 10 km nördlich von Orlando und wird auf einer gemeinsamen Trasse von den U.S. Highways 17 und 92 (SR 15, 600) sowie von der Florida State Road 436 durchquert bzw. tangiert.

## Demographische Daten
Laut der Volkszählung 2010 verteilten sich die damaligen 7704 Einwohner auf 3814 Haushalte. Die Bevölkerungsdichte lag bei 1453,6 Einw./km². 83,2 % der Bevölkerung bezeichneten sich als Weiße, 8,2 % als Afroamerikaner, 0,5 % als Indianer und 1,8 % als Asian Americans. 3,8 % gaben die Angehörigkeit zu einer anderen Ethnie und 2,4 % zu mehreren Ethnien an. 16,0 % der Bevölkerung bestand aus Hispanics oder Latinos.
Im Jahr 2010 lebten in 25,6 % aller Haushalte Kinder unter 18 Jahren sowie 32,3 % aller Haushalte Personen mit mindestens 65 Jahren. 59,4 % der Haushalte waren Familienhaushalte (bestehend aus verheirateten Paaren mit oder ohne Nachkommen bzw. einem Elternteil mit Nachkomme). Die durchschnittliche Größe eines Haushalts lag bei 2,27 Personen und die durchschnittliche Familiengröße bei 2,89 Personen.
20,7 % der Bevölkerung waren jünger als 20 Jahre, 24,8 % waren 20 bis 39 Jahre alt, 29,2 % waren 40 bis 59 Jahre alt und 25,3 % waren mindestens 60 Jahre alt. Das mittlere Alter betrug 43 Jahre. 48,7 % der Bevölkerung waren männlich und 51,3 % weiblich.
Das durchschnittliche Jahreseinkommen lag bei 52.798 $, dabei lebten 8,3 % der Bevölkerung unter der Armutsgrenze.
Im Jahr 2000 war Englisch die Muttersprache von 85,42 % der Bevölkerung, Spanisch sprachen 12,91 % und 1,67 % hatten eine andere Muttersprache.